# Pomniki przyrody w gminie Dobrcz
W gminie Dobrcz znajdują się 38 pomników przyrody: 16 pojedynczych drzew, 17 grup drzew, 2 aleje, 2 głazy narzutowe i 1 jaskinia.
W strukturze gatunkowej dominują dęby, następnie lipy drobnolistne i cisy pospolite. Najstarszymi pomnikami są dęby w Trzęsaczu i głaz pod Dobrczem.
Na szczególną uwagę zasługują wiązy w Pyszczynie; miłorząb dwuklapowy, jesion, żywotniki w Gądeczu; cis w Paulinach, lipa i dąb w Strzelcach Górnych; dęby w Trzęsaczu oraz jedna z nielicznych w Polsce północnej jaskinia w Gądeczu.
Na terenie Gminy Dobrcz są zlokalizowane następujące pomniki przyrody:
| Nr  | Lokalizacja                                                                          | Forma             | Nazwa                                                                           | Sztuk | Obwody przy powołaniu [cm]                | Akt prawny | Zdjęcie  |
| 1.  | Pyszczyn „Głaz im. Adama Grzymały-Siedleckiego”, w pobliżu miejsca pamięci narodowej | głaz narzutowy    | głaz narzutowy                                                                  | 1     | 560                                       | Rozporządzenie nr 11/91 Wojewody Bydgoskiego z dnia 1 lipca 1991 roku |          |
| 2.  | na łące 50 m od drogi Pyszczyn-Dobrcz                                                | głaz narzutowy    | głaz narzutowy                                                                  | 1     | 620                                       | Komunikat Nr 1/70 Wojewódzkiego Konserwatora Przyrody Wydziału Rolnictwa i Leśnictwa Prezydium Wojewódzkiej Rady Narodowej w Bydgoszczy z dnia 31 lipca 1970r. w sprawie uznania za pomniki przyrody tworów przyrody w woj. bydgoskim  |          |
| 3.  | Pyszczyn park dworski                                                                | grupa drzew       | 5 wiązów szypułkowych dąb szypułkowy kasztanowiec zwyczajny                     | 7     | 302, 330, 340, 352, 402 295 330           | Rozporządzenie nr 305/93 Wojewody Bydgoskiego z dnia 26 października 1993 roku |          |
| 4.  | Linówiec                                                                             | pojedyncze drzewo | dąb szypułkowy                                                                  | 1     | 453                                       | Rozporządzenie nr 11/91 Wojewody Bydgoskiego z dnia 1 lipca 1991 roku |          |
| 5.  | Sienno                                                                               | aleja przydrożna  | 233 dęby szypułkowe 2 graby zwyczajne klon jesionolistny 4 klonów zwyczajnych   | 240   | od 125 do 370 173 i 245 171 od 132 do 271 | Rozporządzenie nr 11/91 Wojewody Bydgoskiego z dnia 1 lipca 1991 roku |          |
| 6.  | Kozielec park wiejski                                                                | pojedyncze drzewo | lipa drobnolistna                                                               | 1     | 590                                       | Zarządzenie Nr 49/84 Wojewody Bydgoskiego z dnia 18 grudnia 1984 r. w sprawie uznania za pomniki przyrody tworów przyrody na terenie województwa bydgoskiego                                                                           | Kozielec |
| 7.  | Karolewo park szkoły rolniczej                                                       | pojedyncze drzewo | dąb szypułkowy                                                                  | 1     | 355                                       | Rozporządzenie nr 11/91 Wojewody Bydgoskiego z dnia 1 lipca 1991 roku |          |
| 8.  | Gądecz park dworski                                                                  | pojedyncze drzewo | platan klonolistny                                                              | 1     | 300                                       | Rozporządzenie nr 11/91 Wojewody Bydgoskiego z dnia 1 lipca 1991 roku |          |
| 9.  | Gądecz park dworski                                                                  | grupa drzew       | 2 dęby szypułkowe żywotnik zachodni platan klonolistny miłorząb dwuklapowy      | 5     | 326 i 334 150 251 150                     | Rozporządzenie nr 305/93 Wojewody Bydgoskiego z dnia 26 października 1993 roku |          |
| 10. | Gądecz park dworski                                                                  | grupa drzew       | 2 dęby szypułkowe żywotnik zachodni miłorząb dwuklapowy                         | 4     | 325 i 331 147 237                         | Rozporządzenie nr 322/95 Wojewody Bydgoskiego z dnia 29 grudnia 1995 roku |          |
| 11. | Gądecz                                                                               | pojedyncze drzewo | jesion wyniosły                                                                 | 1     | 418                                       | Rozporządzenie nr 11/91 Wojewody Bydgoskiego z dnia 1 lipca 1991 roku |          |
| 12. | Gądecz                                                                               | jaskinia „Bajka”  | w utworach plejstoceńskich                                                      | 1     | –                                         | Zarządzenie Nr 49/84 Wojewody Bydgoskiego z dnia 18 grudnia 1984 r. w sprawie uznania za pomniki przyrody tworów przyrody na terenie województwa bydgoskiego                                                                           |          |
| 13. | Borówno                                                                              | aleja przydrożna  | 223 dębów szypułkowych 1 klon jesionolistny 2 jesiony wyniosłe klon zwyczajny   | 227   | od 150 do 380 134 140 i 142 151           | Zarządzenie Nr 49/84 Wojewody Bydgoskiego z dnia 18 grudnia 1984 r. |          |
| 14. | Augustowo park dworski                                                               | grupa drzew       | lipa drobnolistna trójwierzchołkowa robinia biała 2 klony zwyczajne             | 4     | 132/152/136 300 302 i 284                 | Rozporządzenie nr 305/93 Wojewody Bydgoskiego z dnia 26 października 1993 roku |          |
| 15. | Kusowo park dworski                                                                  | grupa drzew       | lipa drobnolistna klon zwyczajny 2 cisy pospolite grab zwyczajny                | 5     | 423 339 90 i 105 200                      | Rozporządzenie nr 305/93 Wojewody Bydgoskiego z dnia 26 października 1993 roku |          |
| 16. | Pauliny park dworski                                                                 | grupa drzew       | cis pospolity trójwierzchołkowy cis pospolity dąb szypułkowy, lipa drobnolistna | 4     | 122/133/125 146 303 413                   | Rozporządzenie nr 305/93 Wojewody Bydgoskiego z dnia 26 października 1993 roku |          |
| 17. | Pauliny park dworski                                                                 | grupa drzew       | lipa drobnolistna dąb szypułkowy buk zwyczajny cis pospolity                    | 4     | 380 410 330 224                           | Rozporządzenie nr 11/91 Wojewody Bydgoskiego z dnia 1 lipca 1991 roku |          |
| 18. | Sienno park podworski                                                                | grupa drzew       | 2 kasztanowce zwyczajne                                                         | 2     | 302 i 350                                 | Rozporządzenie nr 305/93 Wojewody Bydgoskiego z dnia 26 października 1993 roku |          |
| 19. | Sienno park podworski                                                                | grupa drzew       | 4 dęby szypułkowe                                                               | 4     | 318, 390, 405, 440                        | Rozporządzenie nr 11/91 Wojewody Bydgoskiego z dnia 1 lipca 1991 roku |          |
| 20. | Strzelce Górne park dworski                                                          | grupa drzew       | modrzew europejski lipa drobnolistna                                            | 2     | 243 636                                   | Rozporządzenie nr 305/93 Wojewody Bydgoskiego z dnia 26 października 1993 roku |          |
| 21. | Strzelce Górne                                                                       | pojedyncze drzewo | modrzew europejski                                                              | 1     | 282                                       | Rozporządzenie nr 322/95 Wojewody Bydgoskiego z dnia 29 grudnia 1995 roku |          |
| 22. | Strzelce Górne Szkoła Podstawowa                                                     | grupa drzew       | dąb szypułkowy 2 buki zwyczajne cis pospolity                                   | 5     | 542 326 i 405 krzew 186 na wys. 80 cm     | Rozporządzenie nr 11/91 Wojewody Bydgoskiego z dnia 1 lipca 1991 roku |          |
| 23. | Suponin teren dawnej szkoły                                                          | grupa drzew       | 2 dęby szypułkowe                                                               | 2     | 272 i 311                                 | Rozporządzenie nr 305/93 Wojewody Bydgoskiego z dnia 26 października 1993 roku |          |
| 24. | Trzęsacz park dworski                                                                | grupa drzew       | dąb szypułkowy jesion wyniosły                                                  | 2     | 296 348                                   | Rozporządzenie nr 305/93 Wojewody Bydgoskiego z dnia 26 października 1993 roku |          |
| 25. | Trzęsacz park dworski                                                                | grupa drzew       | 2 dęby szypułkowe                                                               | 2     | 475 i 528                                 | Komunikat Nr 1/70 Wojewódzkiego Konserwatora Przyrody Wydziału Rolnictwa i Leśnictwa Prezydium Wojewódzkiej Rady Narodowej w Bydgoszczy z dnia 31 lipca 1970r. w sprawie uznania za pomniki przyrody tworów przyrody w woj. bydgoskim. |          |
| 26. | Stronno cmentarz poewangelicki                                                       | pojedyncze drzewo | dąb szypułkowy                                                                  | 1     | 316                                       | Rozporządzenie nr 11/91 Wojewody Bydgoskiego z dnia 1 lipca 1991 roku |          |
| 27. | Zalesie cmemntarz poewangelicki                                                      | grupa drzew       | klon zwyczajny lipa drobnolistna                                                | 2     | 320 315                                   | Rozporządzenie nr 11/91 Wojewody Bydgoskiego z dnia 1 lipca 1991 roku |          |
| 28. | leśnictwo Stronno oddz. 168o                                                         | grupa drzew       | 22 dęby szypułkowe 5 sosen zwyczajnych                                          | 27    | od 200 do 270 od 200 do 300               | Rozporządzenie nr 11/91 Wojewody Bydgoskiego z dnia 1 lipca 1991 roku |          |
| 29. | Wudzynek koło sklepu                                                                 | pojedyncze drzewo | dąb szypułkowy „Bastian”                                                        | 1     | 300                                       | Uchwała nr XV/160/2004 Rady Gminy Dobrcz z dnia 30 listopada 2004 roku. |          |
| 30. | Strzelce Górne teren leśny niedaleko drogi krajowej nr 5                             | pojedyncze drzewo | dąb szypułkowy                                                                  | 1     | 470                                       | Uchwała nr II/56/2017 Rady Gminy Dobrcz z dnia 5 września 2017 r. |          |
| 31. | Strzelce Górne ul. Wilcza 3A                                                         | pojedyncze drzewo | dąb szypułkowy                                                                  | 1     | 446                                       | Uchwała nr II/55/2017 Rady Gminy Dobrcz z dnia 5 września 2017 r. |          |
| 32. | Wudzynek przy drodze do Kotomierza                                                   | pojedyncze drzewo | dąb szypułkowy                                                                  | 1     | 466                                       | Uchwała nr VII/120/2017 Rady Gminy Dobrcz z dnia 28 grudnia 2017 r. |          |
| 33. | Wudzynek                                                                             | grupa drzew       | 4 lipy drobnolistne                                                             | 4     | 242, 265, 285, 324                        | Uchwała nr XXIV/196/2020 Rady Gminy Dobrcz z dnia 9 listopada 2020 r. |          |
| 34. | Karolewo 30 przy drodze                                                              | pojedyncze drzewo | dąb szypułkowy „Karolina”                                                       | 1     | 300                                       | Uchwała nr LVIII/641/2023 Rady Gminy Dobrcz z dnia 27 grudnia 2023 r. |          |
| 35. | Karolewo 30 przy drodze                                                              | pojedyncze drzewo | dąb szypułkowy „Karol”                                                          | 1     | 345                                       | Uchwała nr LVIII/641/2023 Rady Gminy Dobrcz z dnia 27 grudnia 2023 r. |          |
| 36. | Karolewo 34 przy drodze                                                              | pojedyncze drzewo | dąb szypułkowy „Wiesław”                                                        | 1     | 312                                       | Uchwała nr LVIII/641/2023 Rady Gminy Dobrcz z dnia 27 grudnia 2023 r. |          |
| 37. | Kozielec 2P                                                                          | pojedyncze drzewo | kasztanowiec zwyczajny „Ala”                                                    | 1     | 288                                       | Uchwała nr LVIII/641/2023 Rady Gminy Dobrcz z dnia 27 grudnia 2023 r. |          |
| 38. | Strzelce Górne skarpa za parkiem dworskim                                            | pojedyncze drzewo | świerk pospolity „Marek”                                                        | 1     | 344                                       | Uchwała nr LVIII/641/2023 Rady Gminy Dobrcz z dnia 27 grudnia 2023 r. |          |

Na przestrzeni czasu odwołano kilka obiektów przedstawionych poniżej:
| Nr | Lokalizacja               | Forma             | Nazwa                   | Obwody przy powołaniu i zniesieniu [cm] | Rok powołania | Rok zniesienia | Zdjęcie |
| 1. | Kozielec park wiejski     | pojedyncze drzewo | kasztanowiec zwyczajny  | 294 - 320                               | 1993          | 2018           |         |
| 2. | Dobrcz cmentarz katolicki | grupa drzew       | 2 kasztanowce zwyczajne | 320 i 330 - 360, 420                    | 1991          | 2018           |         |
| 3. | Dobrcz w pobliżu kościoła | pojedyncze drzewo | lipa drobnolistna       | 350 - b.d.                              | 1991          | 2018           |         |
| 4. | Gądecz okolice parku      | pojedyncze drzewo | topola czarna           | 505 - b.d.                              | 1957          | 2011           |         |